# Ruwa Romman
Ruwa Romman (14 de junio de 1993) es una política palestino-estadounidense que ejerce como miembro de la Cámara de Representantes de Georgia por el distrito 97. Perteneciente al Partido Demócrata, es la primera mujer musulmana elegida para esta cámara.

## Juventud y educación
Romman nació en Jordania, nieta de refugiados palestinos, y se trasladó con su familia a los Estados Unidos cuando tenía 7 años. Estudió en la Universidad de Oglethorpe y en la Escuela de Políticas Públicas McCourt de la Universidad de Georgetown. Se graduó con una maestría en Políticas Públicas en 2019.

## Carrera
Después de graduarse, Romman trabajó para Deloitte como consultora senior. Ha estado involucrada en la política local y en grupos cívicos desde 2014 y cofundó el Georgia Volunteer Hub en 2020, que posibilitó que miles de voluntarios pudiesen colaborar en las elecciones de segunda vuelta del Senado de Georgia.
En enero de 2022, Romman anunció su candidatura a la Cámara de Representantes de Georgia por el Distrito 97 y el 24 de mayo de 2022 ganó las primarias demócratas a JT Wu. El 8 de noviembre de 2022, Romman ganó las elecciones generales, lo que la convirtió en la primera mujer musulmana en ser elegida para la Cámara de Representantes de Georgia.
Durante su campaña de 2022, Romman recibió el apoyo de NARAL, Fair Fight, el Partido de las Familias Trabajadoras de Georgia y el Asian-American Advocacy Fund. Romman hizo campaña para ampliar el acceso a la atención médica, proteger el derecho al voto, apoyar el acceso al aborto y ayudar a las familias trabajadoras.
El 22 de noviembre de 2022, Romman fue entrevistada por el periodista Peter Biello para Georgia Public Broadcasting. Al mes siguiente fue entrevistada por Geoff Bennett para una sección de la PBS NewsHour titulado Cómo los candidatos musulmanes estadounidenses hicieron historia en las elecciones intermedias.
Desde noviembre de 2022, Romman forma parte del primer Caucus Legislativo Asiático-Americano-Pacífico oficial de Georgia.
En agosto de 2024, Romman fue una de los tres palestino-estadounidenses propuestos por el Uncommitted National Movementent para hablar en la Convención Nacional Demócrata de 2024. Ante la negativa del partido demócrata a permitir que un palestino hablase en la convención, los delegados del Uncommitted National Movement organizaron una sentada de protesta frente a las puertas del United Center de Chicago y se quedaron allí durante toda la noche antes del último día de la convención. Finalmente, no se permitió que ninguna voz palestina hablara.